# Mihail Lazarev
Mihail Petrovič Lazarev (rusko Михаил Петрович Лазарев), ruski mornariški častnik. * 3. november 1788, Vladimir, † 11. april 1851, Dunaj.
Bil je med odkritelji Antarktike, admiral Ruske imperialne mornarice, dolgoletni poveljnik Črnomorske flote in brat viceadmirala Andreja Lazareva in kontraadmirala Alekseja Lazareva.

## Življenjepis
Lazarev se je rodil v Vladimirju kot potomec starega ruskega plemstva. Pri 12 letih se je vpisal na Mornariško vseučilišče, tri leta pozneje pa je bil poslal v Kraljevo vojno mornarico, kjer se je udeležil petletne neprekinjene plovbe. Med letoma 1808 in 1813 je služil na Baltski floti in se udeležil finske in domovinske vojne. 
Leta 1813 je dobil polkovnik Lazarev nalogo obkrožiti svet s fregato Suvorov. Na potovanje je odrinil 9. oktobra iz Kronštata. Prezimil je v Veliki Britaniji in se podal čez Atlantski in Indijski ocean do Avstralije, kjer so ga v Sydneyu 14. avgusta 1814 v pozdrav pričakali s topovskimi salvami ob zmagi Rusije nad Napoleonom. Novembra je prispel v Novoarhangelsk v Ruski Ameriki in na poti tja odkril atol Suvorova. Leta 1815 se je ustavil v San Franciscu in Peruju ter obplul Južno Ameriko in se skozi Atlantski ocean julija 1816 vrnil v Kronštat.
Marca 1819 se je udeležil prve ruske Antarktične odprave, ki jo je vodil ruski častnik Fedding Bellingshausen. Ta je poveljeval šalupi Vostok, Lazarev pa je poveljeval šalupi Mirni. Večina odprave je potekala v antarktičnih morjih in odkritih je bilo več otokov v Južnem in Tihem oceanu. Glavni dogodek odprave se je zgodil 28. januarja 1820, ko so se ladje prvič v zgodovini človeštva približale ledenim ploščam Antarktike pri koordinatah 69°21′28″S 2°14′50″W / 69.35778°S 2.24722°W. Lazarev je bil preskočil en čin in bil za odpravo nagrajen s činom kapitana 2. stopnje.
Medtem, ko je bil Lazarev na polarni odpravi, se je varnostni položaj v Ruski Ameriki poslabšal. Dejavnost britanskih in ameriških prekupčevalcev se je razširila. Rusija se je odločila tja poslati fregato s 36 topovi Krejser pod poveljstvom Lazareva in šalupo Ladoga pod poveljstvom njegovega starejšega brata Andreja. V okviru odprave je Lazarev še tretjič obkrožil svet. Zanjo je bil nagrajen s činom kapitana 1. stopnje, vendar je kapitan Krejserja vztrajal, da za odpravo niso nagrajeni ne le on in častniki, ampak tudi mornarji na ladji.
Leta 1826 je Lazarev začel svoje služenje na Črnomorski floti in je postal poveljnik linijske ladje s 74 topovi Azov. Naslednjega leta se je udeležil bitke pri Navarinu, v okviru katere je v boju s petimi ladjami Turške vojne mornarice uničil vseh pet: potopil je dve veliki fregati in eno korveto, požgal poveljniško ladjo Tagirja Paše in prisilil linijsko ladjo z 80 topovi da je nasedla, nakar jo je razstrelil. Poleg tega je Azov pod poveljstvom Lazareva uničil poveljniško ladjo Buharem Beja. Za svojo udeležitev v bitki pri Navarinu je bil Lazarev povišan v čin kontraadmirala in prejel tri odlikovanja naenkrat – grško, britansko in francosko, odlikovana pa je bila tudi njegova ladja Azov.
Leta 1832 je Lazarev postal poveljnik štaba Črnomorske flote. Izkazal se je kot resnični reformist, saj je vpeljal popolnoma nov sistem treniranja mornarjev neposredno na morju in v okolju tako blizu boju, kot mogoče. Ladje Črnomorske flote so imele celo posadko in so bile opremljene s topovi višje kakovosti. Črnomorska flota je pod vodstvom Lazareva prejela več kot 40 ladij na jadra, naročil pa je tudi šest parnih fregat in 28 drugih ladij na parni pogon za svojo floto. Lazarev se ni omejil samo na tehnično opremljanje Črnomorske flote; pod njegovim vodstvom je bila v Sevastopolu reorganizirana Mornariška knjižnica, zgrajena je bila Hiša za srečanja in odprta je bila šola za otroke mornarjev. Pod vodstvom Lazareva so bile zgrajene poveljniške stavbe vojne mornarice v Nikolajevu, Odesi in Novorusisku, začela pa se je tudi gradnja poveljniške stavbe v Sevastopolu.
Leta 1850 je prejel red svetega Andreja. Kratko pred smrtjo zaradi raka želodca, med svojim poslednjim obiskom Sankt Peterburga je bil admiral na sprejemu pri carju Nikolaju I. Po srčnem sprejemu je želel car pokazati admiralu svojo pozornost in spoštovanje ter mu dejal »Stari mož, ostani na večerji z mano«. »Ne morem, gospod«, je odvrnil Mihail Lazarev, »obljubil sem, da bom večerjal z admiralom G.« Rekoč te besede je Lazarev vzel svoj kronometer, ga pogledal in nestrpno vstal ter rekel »Pozen sem, gospod«. Nato je poljubil zmedenega carja in hitro zapustil pisarno.
Na Dunaju se je bolezen admirala Lazareva ostro poslabšala. Za rešitev njegovega življenja ni bilo nobenega upanja. Znanci so ga prosili, naj napiše pismo carju in mu zaupa svojo družino. »Nikoli nisem nikogar prosil za nič v svojem življenju« je odgovoril umirajoči Lazarev, »in zdaj ne bom preden umrem«.
Pokopan je bil v Sevastopolu v katedrali sv. Vladimirja poleg svojih učencev in sledilcev admirala Nahimova, Kornilova in Istomina.
Po Lazarevu so bile poimenovane tri križarke, med njimi težka jedrska raketna križarka Admiral Lazarev razreda Orlan.